# ساموئل پرایس
ساموئل پرایس (به انگلیسی: Samuel Price) سناتور سابق عضو حزب دموکرات ایالات متحده آمریکا بود. وی در سال ۱۸۷۶ تا ۱۸۷۷ میلادی سناتور ایالت ویرجینیای غربی در سنای ایالات متحده آمریکا بود.